# Narcissus rupicola
Narcissus rupicola é uma espécie de planta com flor pertencente à família Amaryllidaceae. 
A autoridade científica da espécie é Dufour, tendo sido publicada em Syst. Veg., ed. 15 bis (Roemer & Schultes) 7(2): 958. 1830.

## Portugal
Trata-se de uma espécie presente no território português, nomeadamente em Portugal Continental.
Em termos de naturalidade é endémica da Península Ibérica.

## Protecção
Não se encontra protegida por legislação portuguesa ou da Comunidade Europeia.